# روابط اسرائیل و اوکراین
روابط اسرائیل و اوکراین (به انگلیسی: Israel–Ukraine relations) روابط خارجی بین اسرائیل و اوکراین است. جمهوری شوروی سوسیالیستی اوکراین و اسرائیل در روز ۱۱ مه ۱۹۴۹ یکدیگر را به رسمیت شناختند و بعد از استقلال اوکراین، در روز ۲۶ دسامبر ۱۹۹۱ روابط دیپلماتیک رسمی برقرار کردند. اسرائیل در کی‌یف سفارت دارد. اوکراین یک سفارت در تل‌آویو و یک سرکنسولگری در حیفا دارد. ۳۰٬۰۰۰ نفر اوکراینی در اسرائیل سکنی گزیده‌اند، در حالی که اوکراین یکی از بزرگ‌ترین جوامع یهودی اروپا را دارد. اوکراین همچنین اولین کشور غیر از اسرائیل بود که همزمان رئیس‌جمهور و نخست‌وزیر یهودی داشت.
اوکراین و اسرائیل در طول جنگ کنونی روسیه و اوکراین روابط پرتنشی داشتند. اسرائیل نسبت به الحاق کریمه به روسیه در سال ۲۰۱۴، بی‌طرف بود. سی و ششمین دولت اسرائیل به رهبری نفتالی بنت حمله روسیه به اوکراین در سال ۲۰۲۲ را محکوم کرد و کمک‌های بشردوستانه ارسال کرد. دولت کنونی بنیامین نتانیاهو نیز کمک ارسال کرد. با این حال، اسرائیل درخواست برای اعمال تحریم علیه روسیه یا ارسال فناوری دفاع موشکی به اوکراین را رد کرده است. اوکراین به قطعنامه‌های سازمان ملل علیه اشغال سرزمین‌های فلسطینی توسط اسرائیل رای مثبت داد.

## تاریخچه

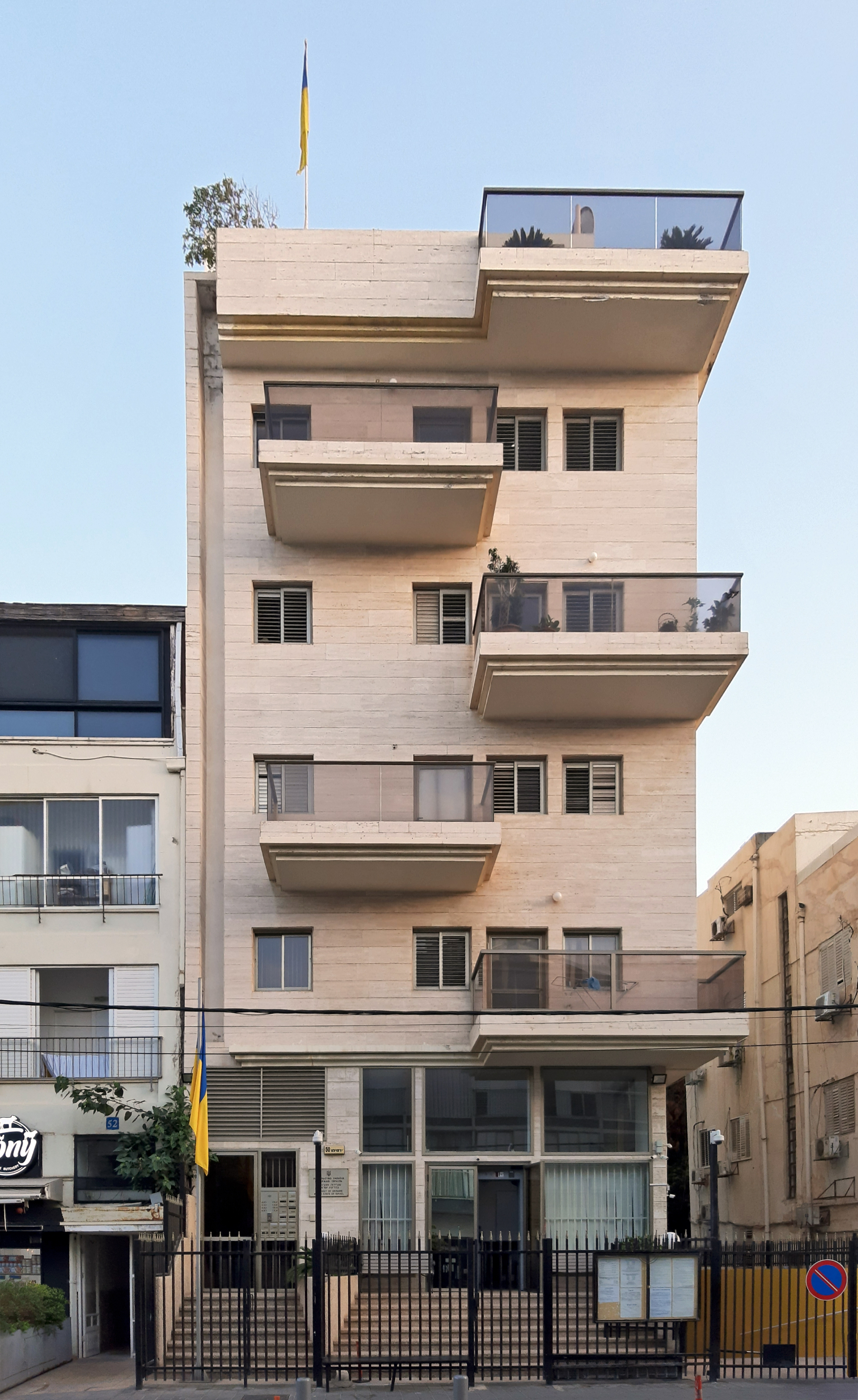
سفارت اوکراین در تل‌آویو

در دورانی که اوکراین تحت عنوان جمهوری شوروی سوسیالیستی اوکراین بخشی از اتحاد جماهیر شوروی بود، شوروی جزو ۳۳ کشوری قرار داشت که به طرح سازمان ملل برای تقسیم فلسطین در سال ۱۹۴۷ برای ایجاد دو کشور جداگانه عرب و یهود در فلسطین تحت قیمومیت بریتانیا رای مثبت داد. در پی جنگ شش‌روزه، اتحاد جماهیر شوروی در سال ۱۹۶۷ روابط خود را با اسرائیل قطع کرد و هنگامی که اوکراین به استقلال دست یافت، روابط دیپلماتیک بین دو کشور در سال ۱۹۹۱ برقرار گردید.
بعد از الحاق کریمه توسط فدراسیون روسیه در ماه مارس ۲۰۱۴، اسرائیل به قطعنامه سازمان ملل متحد مبنی بر محکوم کردن این اقدام، در رای‌گیری حضور نداشت. جن ساکی، سخنگوی وزارت امور خارجه ایالات متحده اظهار کرده بود «از اینکه اسرائیل به گروه زیاد کشورهایی که در هنگام رای‌گیری به حمایت از تمامیت ارضی اوکراین رای مثبت دادند ملحق نشد، شگفت‌زده شده است.» دولت اسرائیل عنوان کرد که عدم حضور در رای‌گیری به خاطر اعتصاب عمومی کارگران بود. بنیامین نتانیاهو، نخست‌وزیر اسرائیل بعد از این رخداد از محکوم کردن انضمام کریمه توسط روسیه خودداری کرد.
در ماه نوامبر ۲۰۱۴، اولِگ ویشنیاکوف (Oleg Vyshniakov) کارآفرین و چهره سرشناس به مقام کنسول افتخاری اسرائیل در غرب اوکراین منصوب گردید. در ماه مه ۲۰۱۵، او به مقام کنسول افتخاری اسرائیل در شهر لویو منصوب شد.

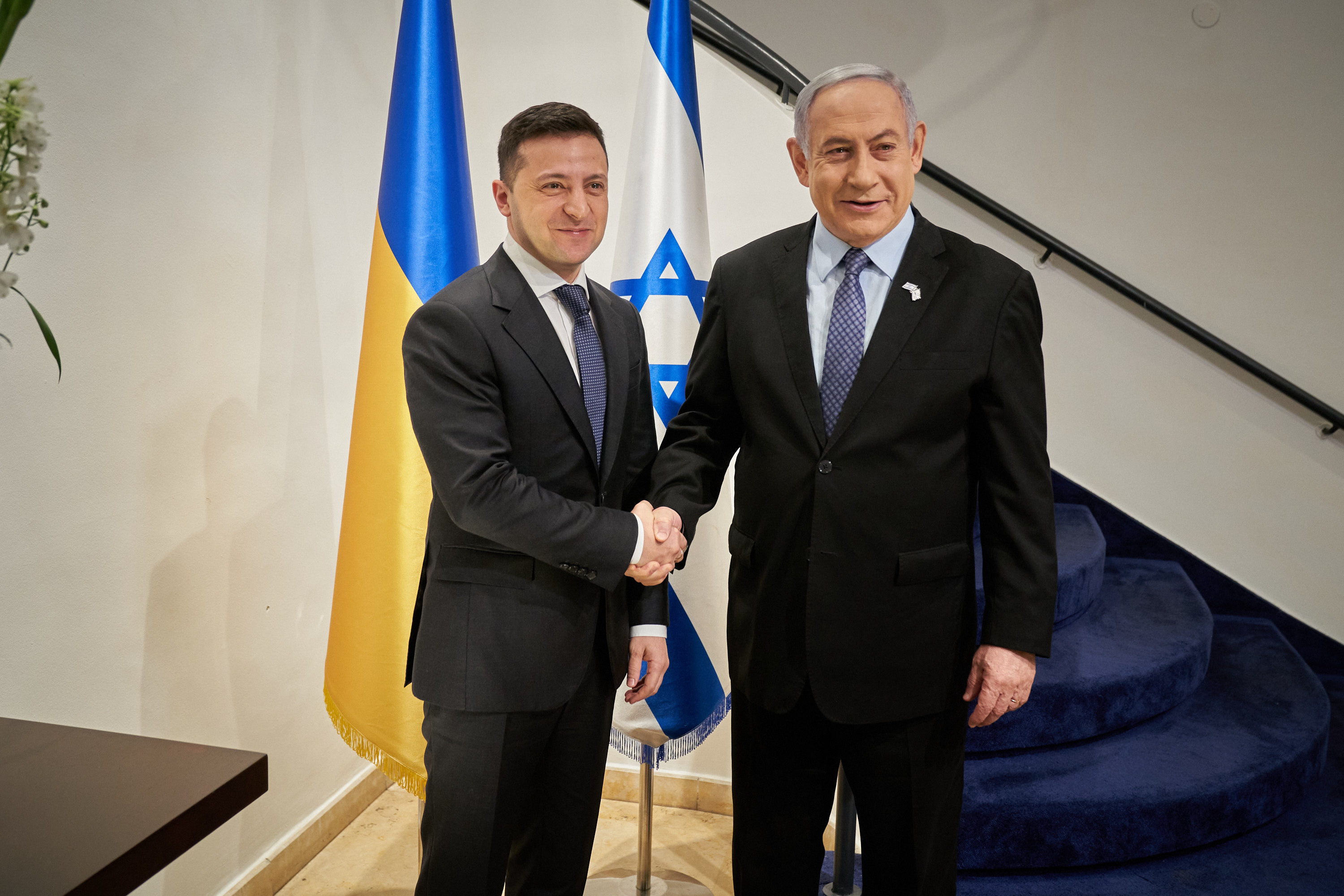
دیدار بنیامین نتانیاهو نخست‌وزیر اسرائیل با ولودیمیر زلنسکی رئیس‌جمهور اوکراین در اورشلیم، ۲۴ ژانویه ۲۰۲۰

در ماه دسامبر ۲۰۱۶، اوکراین به عنوان عضو غیردائم شورای امنیت به قطعنامه ۲۳۳۴ که سیاست شهرک‌سازی اسرائیل در کرانه باختری را محکوم می‌کرد، رای مثبت داد. وزارت امور خارجه اوکراین عنوان کرد، به علت اینکه در قطعنامه از طرف فلسطینی درخواست کرده است با تروریسم مبارزه کند، پس یک قطعنامه متعادل بوده است. وزارت امور خارجه اوکراین، سیاست شهرک‌سازی اسرائیل در کرانه باختری را به الحاق کریمه توسط فدراسیون روسیه تشبیه کرد. در واکنش به این اقدام،
اسرائیل بازدید برنامه‌ریزی شده نخست‌وزیر اوکراین از اسرائیل را لغو کرد.
تهاجم نظامی روسیه به اوکراین

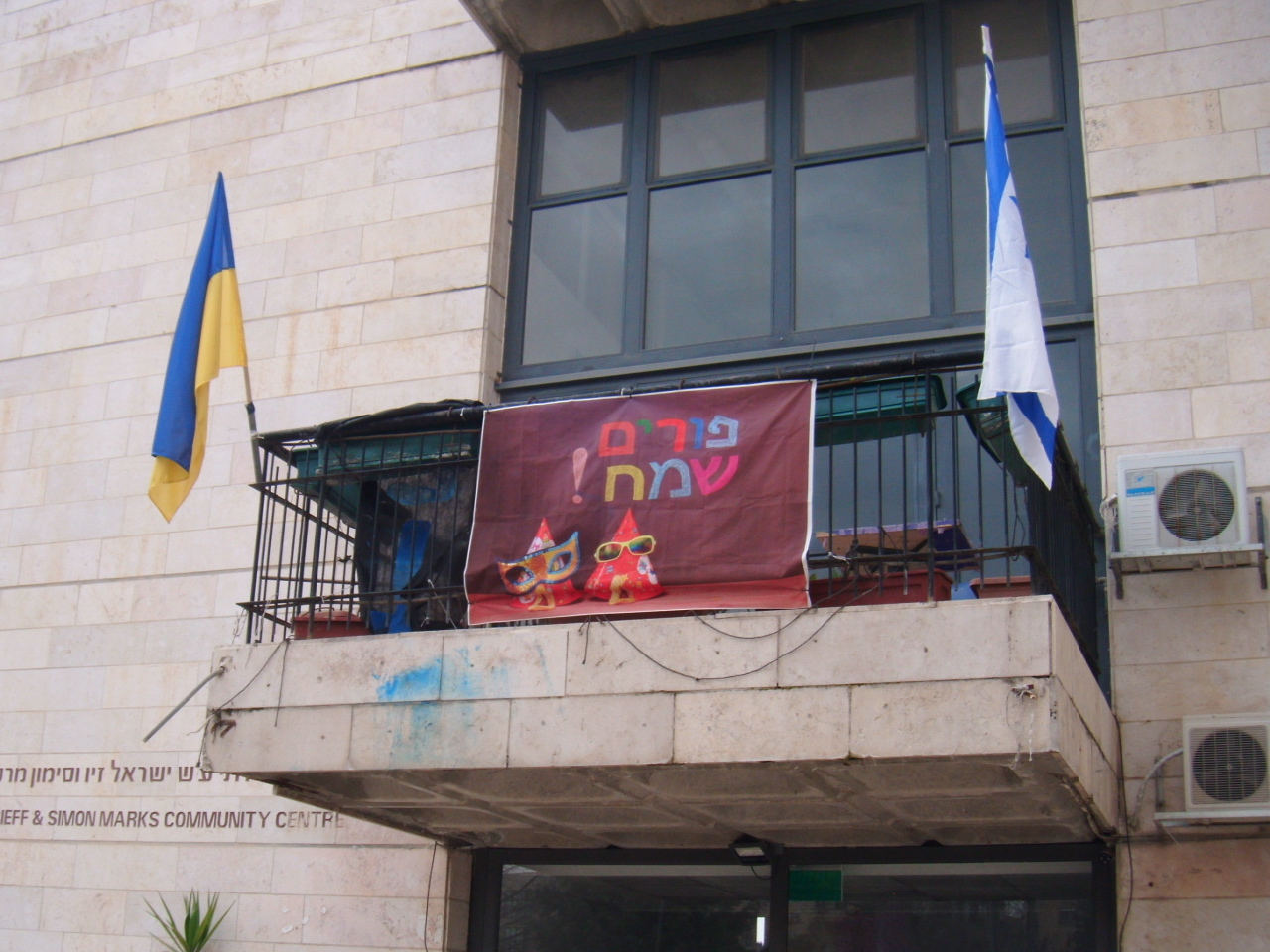
پرچم اوکراین و اسرائیل در یک مرکز اجتماعات محلی در اورشلیم، در پی حمله روسیه به اوکراین در سال ۲۰۲۲

در ماه فوریه ۲۰۲۲، در پی تهاجم نظامی روسیه به اوکراین، سفیر اوکراین در اسرائیل وزیر امورخارجه اسرائیل، یائیر لاپید را به «تبلیغ به نفع روسیه» متهم کرد. در پی این اتفاق، وزارت امورخارجه اسرائیل سفیر اوکراین را برای توضیح رسمی در این مورد احضار کرد.
هنگام حمله روسیه به اوکراین در روز ۲۴ فوریه ۲۰۲۲، لاپید وزیر امورخارجه و نفتالی بنت نخست‌وزیر اسرائیل، حمایت خود از اوکراین را اعلام کردند، هرچند بنت تهاجم روسیه را محکوم نکرد. او به اوکراین کمک انسان‌دوستانه پیشکش کرد و به یهودیانی که قصد ترک اوکراین را داشتند کمک نمود. وزیر امورخارجه اسرائیل اظهار داشت که به حق حاکمیت و تمامیت ارضی اوکراین ارج می‌نهد ولی هیچ اشاره‌ای به روسیه نکرد.
با توجه به سفر فرستاده اوکراین به اسرائیل، در روز ۲۵ فوریه ۲۰۲۲ رئیس‌جمهور اوکراین ولودیمیر زلنسکی از نخست‌وزیر اسرائیل، نفتالی بنت تقاضای میانجی‌گری در جنگ با روسیه کرد. در روز ۵ مارس، نخست‌وزیر بنت به مسکو سفر کرد و یک دیدار ۳ ساعته با پوتین دربارهٔ جنگ اوکراین برگزار کرد، بعد از آن بنت با زلنسکی از طریق تلفن صحبت کرد. در کرملین، بنت موضوع گرفتاری جامعه یهودیان بر اثر تهاجم نظامی را با پوتین در میان گذاشت.
یک‌ مقام ارشد اوکراین که نام او اعلام نشد، بنت را متهم کرد که «پیشنهاد داده است تا ما تسلیم شویم» و مدعی شد که بنت اصرار کرده تا زلنسکی «پیشنهاد صلح ارائه شده» از سوی پوتین را قبول کند. این گزارش توسط دفتر نخست‌وزیر اسرائیل و مشاور ارشد زلنسکی تکذیب شد.